# Frank C. Baxter
Frank C. Baxter (ur. 4 maja 1896 zm. 18 stycznia 1982) – amerykański profesor, aktor, pedagog i osobowość telewizyjna.

## Wyróżnienia
Został uhonorowany inauguracyjną nagrodą Golden Gavel, a także posiada swoją gwiazdę na Hollywoodzkiej Alei Gwiazd.